# 張馳豪
張馳豪（英語：Aska Cheung Chi Ho；1995年3月5日—），香港唱作男歌手及演員，是無綫電視歌唱選秀節目《聲夢傳奇》第一季參賽者，現為無綫電視經理人合約藝員及星夢娛樂旗下廠牌「愛爆音樂」男歌手。2022年4月19日推出首支個人單曲《色彩背面》正式出道。
張馳豪曾獲得的主要獎項包括《新城勁爆頒獎禮》「勁爆十大卓越歌手」。

## 個人經歷

### 早年生活

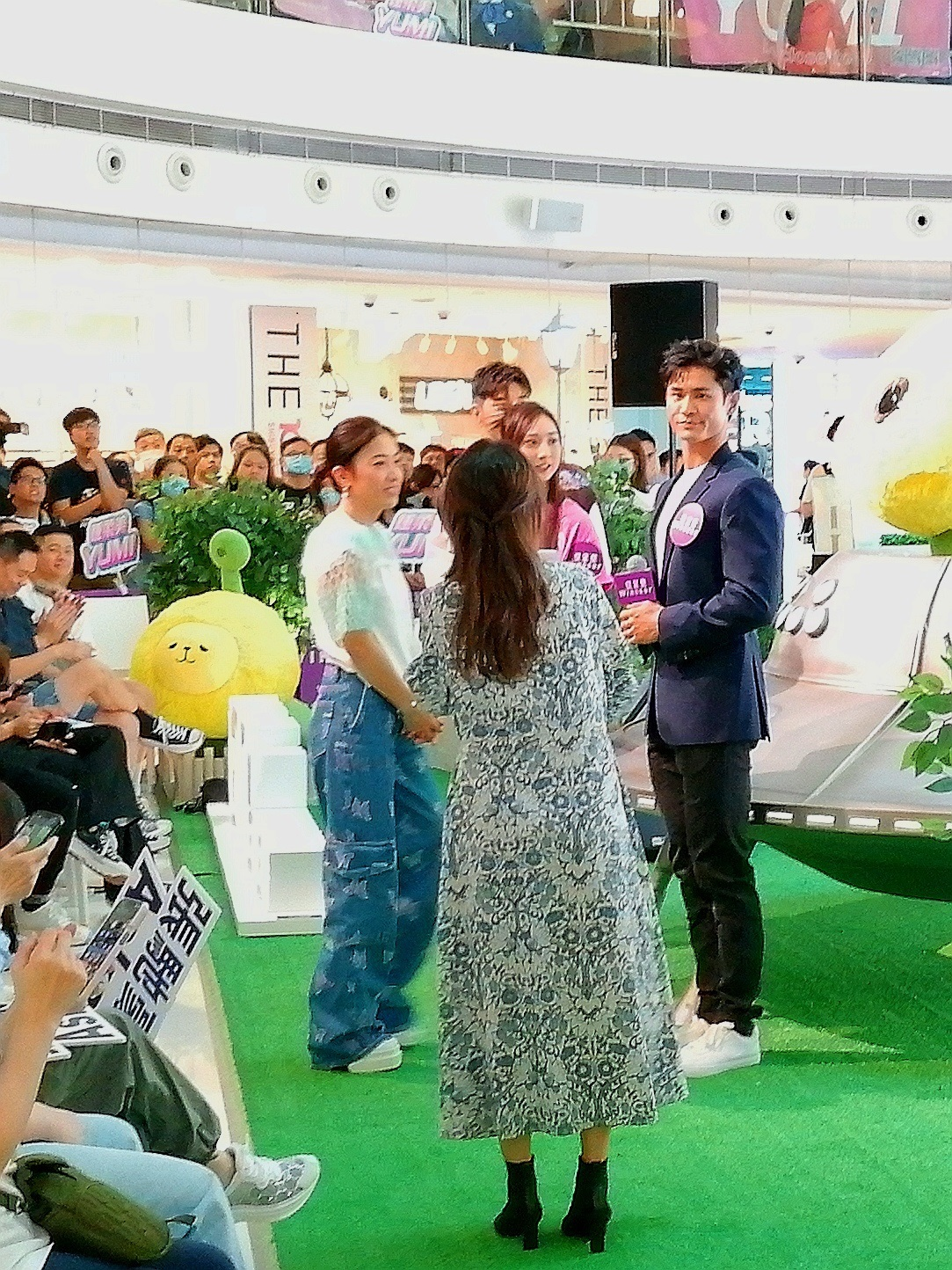
張馳豪（後排）和他的弟弟張馳杰（右一）

張馳豪自小喜歡運動和唱歌，曾經就讀寄宿學校赤柱聖士提反書院附屬小學與聖士提反書院，2013年往美国費城升讀泉邊慄樹山學校（Springside Chestnut Hill Academy），2015年因成績太差考不進一間心儀且提供音樂課程的學校，而改去科勒爾蓋布爾斯主修邁阿密大學運動生理學學士學位。他修畢該校一年制體適能碩士課程後，便唯有考取健身教練牌（健身、體適能）；2020年本來轉往波士顿塔夫茨大學攻讀營養學碩士學位，但於暑假回港探親期間看見《聲夢傳奇》的報名廣告，並獲得父親和胞弟鼓勵全家參加，加上覺得到了比賽中途不能同時兼顧兩方面，於是學期開始不久就決定停學參賽。

### 演藝發展

#### 2020年至今：參加《聲夢傳奇》出道

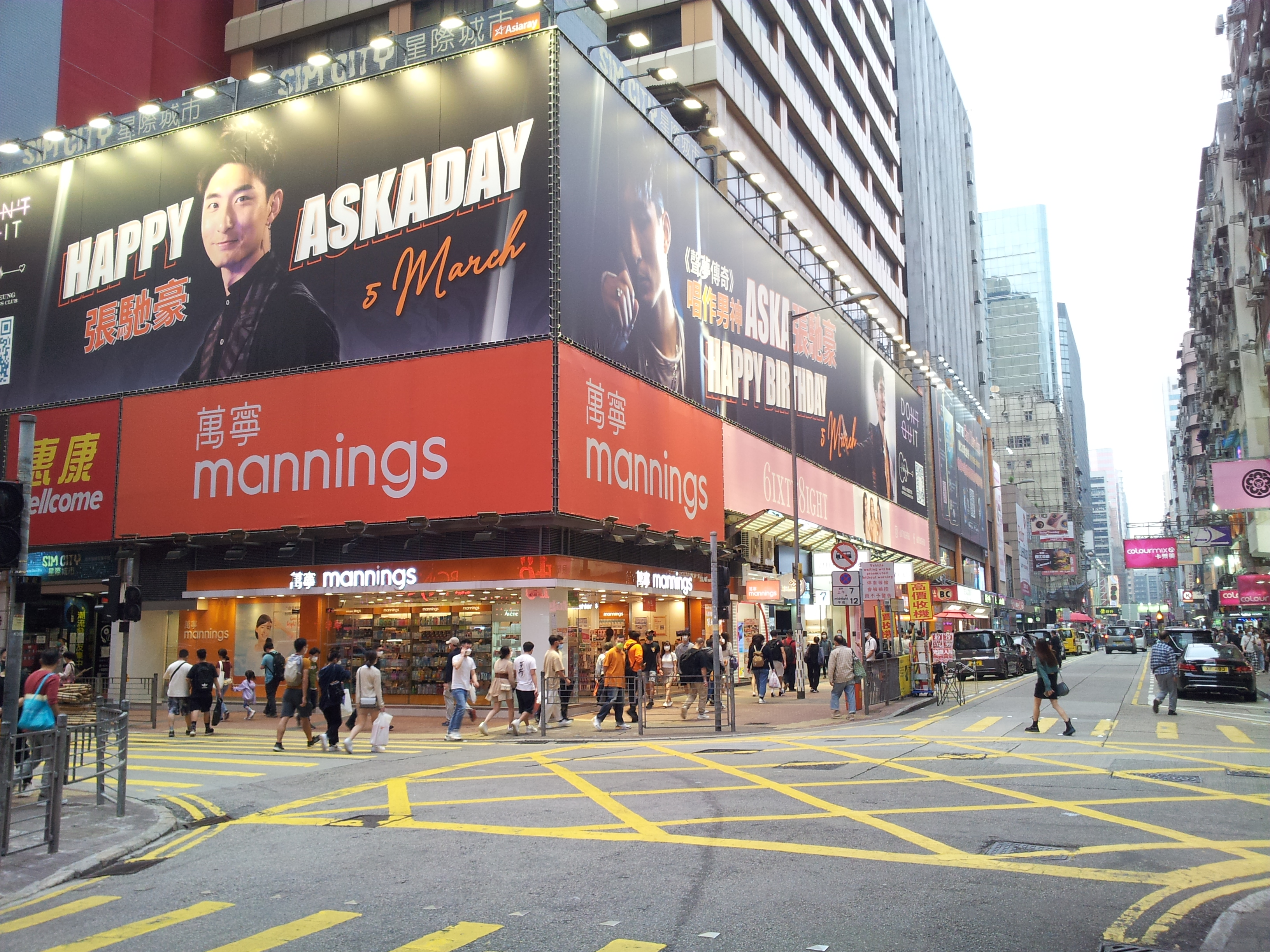
張馳豪27歲生日應援廣告

2020年中，張馳豪報名參加無綫電視歌唱選秀節目《聲夢傳奇》，是十五強中年紀最大的學員，粉絲名稱為「鬆弛豪」。張馳豪於第一次召集時與林君蓮合唱A-Lin的《有一種悲傷》，其後獲選入紅隊。最終於2021年《聲夢傳奇》第7集與潘靜文一同被淘汰出局，在十二強止步；比賽前已與一眾《聲夢》學員簽下無綫電視五年經理人合約，在淘汰後認為機會難得而放棄塔夫茨大學的營養學碩士學位 。2021年8月12至15日，他跟《聲夢傳奇》眾導師及所有參賽者於旺角麥花臣場館舉行四場《聲·夢飛行 First Live On Stage》演唱會；11月於無綫電視綜藝節目《男神廚房》成為五位「冠軍級男神」之一。同年12月，他與一眾《聲夢》學員及《盛·舞者》參賽者主演的青春校園電視劇《青春本我》，在劇中飾演「倪家廸」一角，並為劇集創作多首歌曲，朝唱作歌手方向發展。

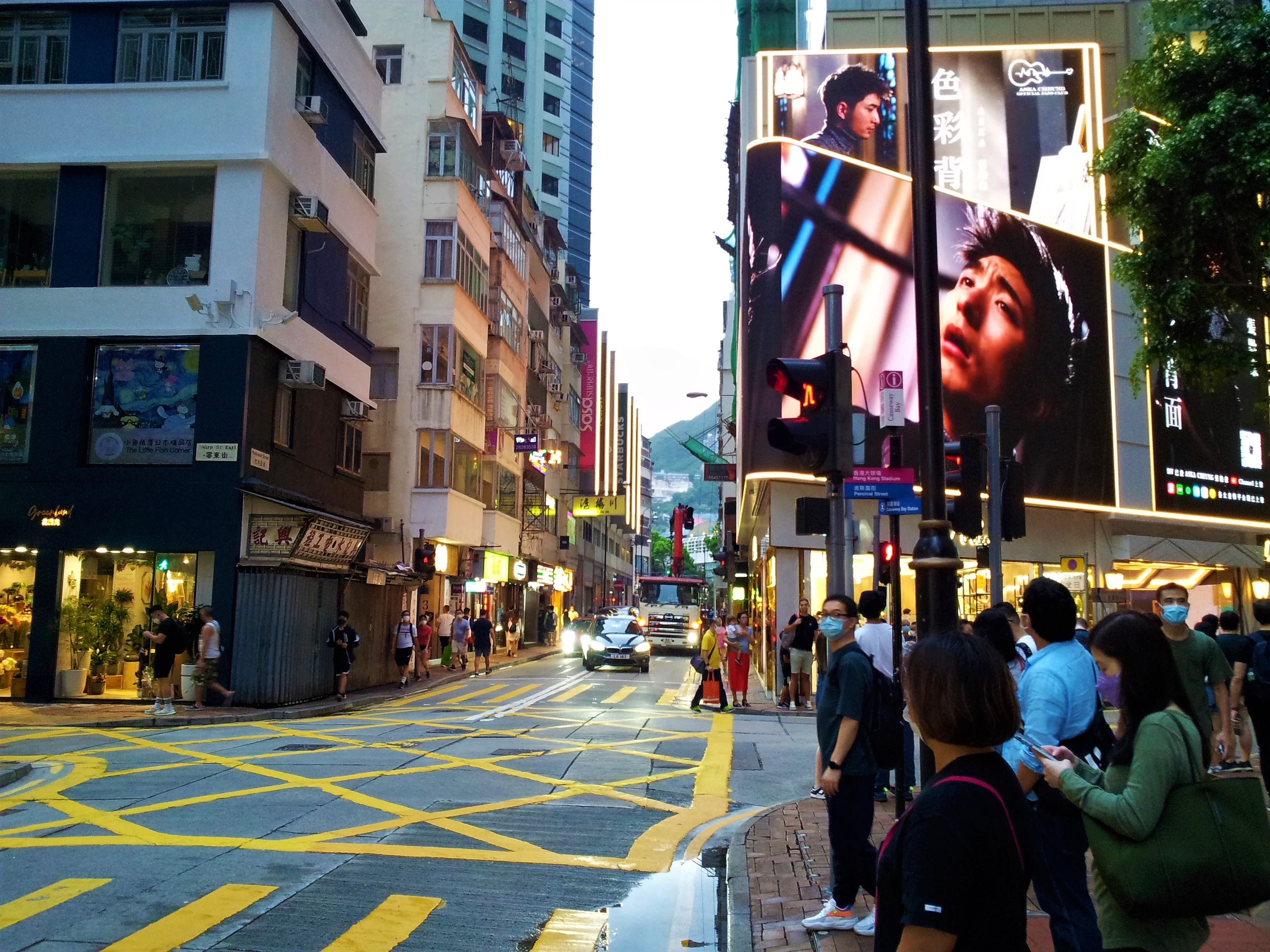
張馳豪出道作《色彩背面》應援燈箱

2022年，張馳豪為無綫電視劇集《十八年後的終極告白2.0》獻唱主題曲《色彩背面》，正式出道。同年獲頒《第七屆VIP音樂榜頒獎禮》「VIP熱播唱作新人 金獎」。
8月，張馳豪與姚焯菲合唱《陽光空氣》。9月，張馳豪與炎明熹合唱《Together For Good》。10月，張馳豪在無綫電視台慶劇《美麗戰場》飾演「區家明」一角，並為劇集創作兼主唱插曲《沒法等你》。11月26至27日，張馳豪與姚焯菲在麥花臣場館舉行兩場《中銀香港「理財TrendyToo」呈獻：Chantel × Aska #LOMLive CONCERT》演唱會。
同年年尾，張馳豪憑《青春本我》「倪家廸」一角首度入圍《萬千星輝頒獎典禮2022》「最受歡迎電視男角色」、「最佳男配角」，並首度入圍「飛躍進步男藝員」最後五強。張馳豪亦於《AEG 娛樂人氣王2022》頒獎典禮獲頒「進步男藝人（電視劇）」及「最佳創作新人」，並憑與姚焯菲合唱的《陽光空氣》獲得「最佳合唱歌」，一共奪得三獎。
2023年3月6日，張馳豪為無綫電視劇集《隱形戰隊》獻唱主題曲《隱形火》。3月8日，張馳豪推出個人首支非劇集單曲《黑色素》。4月與姚焯菲合唱無綫電視劇集《川內相親》主題曲《氣泡青瓜》。5月17日，張馳豪推出個人主打《傻瓜...不要緊》，歌曲推出後獲得熱烈迴響，在三星期內破200萬點擊率。
2024年，張馳豪推出了兩首個人單曲《Dirty Rhythm》及《宇宙逃生口》，均成為兩台冠軍歌，亦為張馳豪帶來《新城勁爆頒獎禮2024》「勁爆十大卓越歌手」一獎。同年張馳豪參演無綫電視劇集《反黑英雄》，飾演「李耀政」一角，年尾於《萬千星輝頒獎典禮2024》入圍「飛躍進步男藝員」最後五強，更奪得「最佳男新人」。
張馳豪擅於創作，除了為個人單曲《沒法等你》、《黑色素》等作曲外，也有參與合唱歌曲的詞曲創作，包括與文凱婷合唱的《別難過》、與潘靜文合唱的《你的晚安 我的早餐》。張馳豪亦曾為多位《聲夢傳奇》系列學員創作歌曲，例如炎明熹的《複雜》，以及《聲夢傳奇2》主題曲《我超越我》。
除了跟多位聲夢傳奇參賽者代言連鎖快餐店大家樂，張馳豪多次跟姚焯菲共同拍攝廣告，主要有2022年香港中華煤氣160週年紀念的廣告，並且翻唱廣告歌《陽光空氣》。同年他們亦跟劉佩玥共同代言中銀香港的理財產品，次年他又跟新代言人楊偲泳拍攝了另一輯廣告。

## 音樂作品

### 個人唱片
| 專輯 | 專輯名稱        | 專輯類型 | 發行公司            | 發行日期      | 曲目                       |
| ---- | --------------- | -------- | ------------------- | ------------- | -------------------------- |
| 1st  | 黑色素          | 單曲     | 星夢娛樂 / 愛爆音樂 | 2024年4月20日 | 曲目 LP 1. 黑色素          |
| 2n   | Catch a Feeling | 單曲     | 愛爆音樂            | 2025年4月12日 | 曲目 LP 1. Catch A Feeling |

### 單曲
| 推出日期 | 曲目                                          | 作曲                                             | 填詞                   | 編曲                                             | 監製               | 備註 |
| 2021年   |                                               |                                                  |                        |                                                  |                    | |
| 4月14日  | 《造夢時學會飛行》                            | 徐洛鏘                                           | 張美賢                 | Johnny Yim                                       | 韋景雲／何哲圖     | 《聲夢傳奇》主題曲 與《聲夢傳奇》第一季全體學員合唱                                                                       |
| 7月12日  | 《奪金》                                      | 側田                                             | 王祖藍                 | Dough-Boy                                        | 側田／Eric Kwok    | 無綫電視東京奧運2020主題曲 與《聲夢傳奇》第一季全體導師及學員合唱                                                         |
| 12月5日  | 《快啲快啲》                                  | Johnny Yim                                       | 李敏／彭嘉維           | Johnny Yim                                       | Johnny Yim         | 無綫電視劇集《青春本我》插曲 與文凱婷、冼靖峰、林智樂、黃奕斌、林君蓮、蔡愷穎、何晉樂、潘靜文、孫漢霖、林沚羿、詹天文合唱 |
| 12月5日  | 《兄弟幫（Basketball Battle Dance Version）》 | 張馳豪／冼靖峰／林君蓮                           | 張馳豪                 | 張馳豪                                           | 張馳豪             | 無綫電視劇集《青春本我》插曲 與劉展霆合唱                                                                                 |
| 12月20日 | 《All About Christmas》                       | 不適用                                           | 不適用                 | 劉易昇／Freddie Lo                               | 劉易昇             | 聖誕串燒歌曲 與《聲夢傳奇》第一季全體學員合唱                                                                             |
| 12月26日 | 《兄弟幫（BroMance Dance Version）》          | 張馳豪／冼靖峰／林君蓮                           | 張馳豪／彭嘉維         | Johnny Yim                                       | Johnny Yim         | 無綫電視劇集《青春本我》插曲 與冼靖峰、何晉樂、劉展霆、李紹堅合唱                                                         |
| 2022年   |                                               |                                                  |                        |                                                  |                    | |
| 1月9日   | 《別難過》                                    | 張馳豪                                           | 張馳豪                 | Johnny Yim                                       | Johnny Yim         | 無綫電視劇集《青春本我》插曲 與文凱婷合唱                                                                                 |
| 1月17日  | 《青春不要臉》                                | 徐洛鏘                                           | 楊熙                   | 徐洛鏘                                           | 劉易昇             | 無綫電視劇集《青春不要臉》主題曲 與冼靖峰、何晉樂、黃奕斌、林沚羿、詹天文、鍾柔美合唱                                     |
| 4月23日  | 《色彩背面》                                  | 徐洛鏘                                           | 楊熙                   | Johnny Yim                                       | 韋景雲             | 無綫電視劇集《十八年後的終極告白2.0》主題曲                                                                               |
| 8月12日  | 《陽光空氣》                                  | Noel Quinlan                                     | 盧國沾                 | 劉易昇／Mag Fil                                  | 劉易昇             | 與姚焯菲合唱 翻唱1979年威鎮樂隊同名歌曲 香港中華煤氣有限公司成立160周年廣告歌                                             |
| 9月3日   | 《Together For Good》                         | 勵敏                                             | 楊熙                   | 蔡筱蕊                                           | 劉易昇             | 與炎明熹合唱 2022年99公益日主題曲粵語版                                                                                   |
| 9月24日  | 《Hat Trick》                                 | Michael James Down／Will Taylor／Primoz Poglajen | 林寶                   | Michael James Down／Will Taylor／Primoz Poglajen | 周錫漢             | 與《聲夢傳奇》第一季學員及《聲夢傳奇》第二季全體學員合唱                                                                  |
| 10月3日  | 《沒法等你》                                  | 張馳豪                                           | 楊熙                   | Patrick Yip                                      | 劉易昇             | 無綫電視劇集《美麗戰場》片尾曲                                                                                            |
| 12月19日 | 《沒法等你》                                  | 張馳豪                                           | 楊熙                   | Patrick Yip                                      | 劉易昇             | 與陳瀅合唱 無綫電視劇集《美麗戰場》插曲                                                                                   |
| 2023年   |                                               |                                                  |                        |                                                  |                    | |
| 3月6日   | 《隱形火》                                    | 徐洛鏘                                           | 楊熙                   | Johnny Yim                                       | 劉易昇             | 無綫電視劇集《隱形戰隊》主題曲                                                                                            |
| 3月8日   | 《黑色素》                                    | 張馳豪                                           | 林若寧                 | 劉易昇／Freddie Lo／張馳豪                       | 劉易昇             | |
| 5月2日   | 《氣泡青瓜》                                  | 劉易昇                                           | 楊熙                   | 劉易昇／Freddie Lo                               | 劉易昇             | 與姚焯菲合唱 無綫電視劇集《川內相親》主題曲                                                                               |
| 5月17日  | 《傻瓜...不要緊》                             | 張馳豪／T-ma                                     | 鄭敏                   | Patrick Yip                                      | T-ma               | |
| 12月11日 | 《拼圖》                                      | 張馳豪                                           | 《聲夢傳奇》第一季學員 | Johnny Yim                                       | 劉易昇             | 與《聲夢傳奇》第一季學員合唱                                                                                              |
| 2024年   |                                               |                                                  |                        |                                                  |                    | |
| 4月1日   | 《Dirty Rhythm》                              | 張馳豪／T-ma                                     | T-Rexx／張馳豪         | Edwin Ho                                         | T-ma               | |
| 6月9日   | 《無界》                                      | 張家誠                                           | 張家誠／張美賢         | 張家誠                                           | 張家誠             | 群星合唱 TVB 2024巴黎奧運主題曲                                                                                           |
| 6月27日  | 《青春作風》                                  | 伍樂城                                           | 張楚翹                 | 伍樂城                                           | 伍樂城             | 與姚焯菲、鍾柔美、冼靖峰合唱 2022年禁毒主題曲                                                                             |
| 9月27日  | 《宇宙逃生口》                                | 張馳豪                                           | 張馳豪／朱琳           | Ka Shun／Jacky Chui                              | Jacky Chui         | |
| 12月20日 | 《Happy By Myself》                           | 張馳豪                                           | 張馳豪                 | Ka Shun／Jacky Chui                              | Jacky Chui         | 《宇宙逃生口》英文版 |
| 2025年   |                                               |                                                  |                        |                                                  |                    | |
| 2月25日  | 《Catch A Feeling》                           | 張馳豪／T-ma                                     | 張馳豪／T-Rexx         | Jonathan Chan                                    | T-ma               | |
| 2月26日  | 《劇本殺》                                    | 劉易昇                                           | 楊熙                   | Freddie Lo                                       | 劉易昇             | 無綫電視劇集《大奉打更人》主題曲                                                                                          |
| 6月25日  | 《想和你去南山塔》                            | 張馳豪／Changhyun Kim／Shinwon Park              | T-Rexx                 | Changhyun Kim／Jacky Chui                        | Jacky Chui／張馳豪 | 6月24日於《叱咤樂壇》首播。因被質疑抄襲Gordon Flanders的歌曲《冬天一個遊》，於推出當日被下架。                            |

### 其他歌曲
- 2022年：《一起向未來》（群星合唱；無綫電視《2022北京冬季奧運會》主題曲）
- 2022年：《你的晚安 我的早餐》（與潘靜文合唱）
- 2022年：《獅子山下 同心抗疫》（群星合唱；無綫電視因應2019冠狀病毒病香港第五波疫情而製作的抗疫歌曲）
- 2022年：《Cardigan》《Time Changes》
- 2022年：《聽晚見唔見到你》（無綫電視J2宣傳活動《J2再出世》主題曲）
- 2023年：《活出信念》（群星合唱）

### 派台歌曲成績
| 派台歌曲成績（五台）         | 派台歌曲成績（五台） | 派台歌曲成績（五台） | 派台歌曲成績（五台） | 派台歌曲成績（五台） | 派台歌曲成績（五台） | 派台歌曲成績（五台） | 派台歌曲成績（五台）                                                       |
| ---------------------------- | -------------------- | -------------------- | -------------------- | -------------------- | -------------------- | -------------------- | -------------------------------------------------------------------------- |
| 唱片                         | 歌曲                 | 903                  | RTHK                 | 997                  | TVB                  | ViuTV                | 備註                                                                       |
| 2021年                       |                      |                      |                      |                      |                      |                      |                                                                            |
|                              | 奪金                 | -                    | ×                    | ×                    | 1                    | ×                    | 首支冠軍歌 無綫電視東京奧運2020主題曲 與《聲夢傳奇》全體學員及星級導師合唱 |
| 2022年                       |                      |                      |                      |                      |                      |                      |                                                                            |
|                              | 色彩背面             | -                    | -                    | 5                    | -                    | ×                    | 個人出道作品 無綫電視劇《十八年後的終極告白2.0》主題曲                     |
|                              | 陽光空氣             | -                    | -                    | -                    | 1                    | ×                    | 與姚焯菲合唱 翻唱威鎮樂隊作品 香港中華煤氣有限公司成立160周年廣告歌        |
|                              | Together for Good    | -                    | -                    | -                    | -                    | ×                    | 與炎明熹合唱 2022年99公益日主題曲                                          |
|                              | 青春作風             | -                    | -                    | -                    | -                    | ×                    | 連同姚焯菲、鍾柔美和冼靖峰合唱                                             |
|                              | Hat Trick            | -                    | -                    | -                    | 1                    | ×                    | 連同《聲夢傳奇》及《聲夢傳奇2》全體學員合唱                                |
| 經典·傳承 無綫電視55周年大碟 | 上海灘               | -                    | -                    | -                    | -                    | ×                    | 連同譚俊彥、陳山聰、袁偉豪、冼靖峰和黃奕斌合唱 翻唱葉麗儀作品              |
| 2023年                       |                      |                      |                      |                      |                      |                      |                                                                            |
|                              | 隱形火               | ×                    | ×                    | ×                    | -                    | ×                    | 無綫電視劇《隱形戰隊》主題曲                                               |
|                              | 黑色素               | -                    | -                    | -                    | -                    | ×                    |                                                                            |
|                              | 氣泡青瓜             | ×                    | ×                    | ×                    | -                    | ×                    | 與姚焯菲合唱 無綫外購劇《川內相親》香港版主題曲                            |
|                              | 傻瓜...不要緊        | -                    | -                    | 3                    | 11                   | ×                    |                                                                            |
|                              | 拼圖                 | -                    | -                    | -                    | -                    | ×                    | 與《聲夢傳奇》全體學員合唱                                                 |
| 2024年                       |                      |                      |                      |                      |                      |                      |                                                                            |
|                              | Dirty Rhythm         | 12                   | 3                    | 1                    | 1                    | ×                    | 首支兩台冠軍歌 加拿大至 HIT 中文歌曲排行榜：1                              |
|                              | 無界                 | -                    | -                    | -                    | -                    | ×                    | 與TVB群星合唱 TVB 2024巴黎奧運主題曲                                       |
|                              | 宇宙逃生口           | 17                   | 2                    | 1                    | 1                    | ×                    | 加拿大至 HIT 中文歌曲排行榜：1                                             |
| 2025年                       |                      |                      |                      |                      |                      |                      |                                                                            |
|                              | Catch A Feeling      | 9                    | 2                    | 1                    | 1                    | ×                    | 加拿大至 HIT 中文歌曲排行榜：(1)                                           |
|                              | 劇本殺               | ×                    | ×                    | ×                    | -                    | ×                    | 無綫外購劇《大奉打更人》香港版主題曲                                       |

| 各台冠軍歌總數（五台） | 各台冠軍歌總數（五台） | 各台冠軍歌總數（五台） | 各台冠軍歌總數（五台） | 各台冠軍歌總數（五台） | 各台冠軍歌總數（五台） |
| ---------------------- | ---------------------- | ---------------------- | ---------------------- | ---------------------- | ---------------------- |
| 903                    | RTHK                   | 997                    | TVB                    | ViuTV                  | 備註                   |
| 0                      | 0                      | 3                      | 6                      | 0                      | 五台冠軍歌總數：0      |

- （*）仍在榜上
- （-）未能上榜
- （×）沒有派往該台
- （(1)）兩週冠軍

### 為他人創作歌曲
| 發表年份 | 歌手                                   | 歌曲                                     | 專輯                     | 參與部分       | 備註                                                                                                  |
| -------- | -------------------------------------- | ---------------------------------------- | ------------------------ | -------------- | --- |
| 2021年   | 張馳豪、劉展霆                         | 兄弟幫 (Basketball Battle Dance Version) | 不適用                   | 曲、詞、編、監 | 連同林君蓮及冼靖峰共同作曲 、另(BroMance Dance Version )與彭嘉維共同填詞 無綫電視劇集《青春本我》插曲 |
| 2021年   | 張馳豪、冼靖峰、劉展霆、李紹堅、何晉樂 | 兄弟幫 (BroMance Dance Version)          | 《青春本我》電視原聲大碟 | 曲、詞         | 連同林君蓮及冼靖峰共同作曲 、另(BroMance Dance Version )與彭嘉維共同填詞 無綫電視劇集《青春本我》插曲 |
| 2022年   | 張馳豪、文凱婷                         | 別難過                                   | 《青春本我》電視原聲大碟 | 曲、詞         | 無綫電視劇集《青春本我》插曲                                                                          |
| 2022年   | 炎明熹                                 | 複雜                                     | 《青春本我》電視原聲大碟 | 曲、詞         | 與林君蓮共同作曲 無綫電視劇集《青春本我》插曲                                                         |
| 2022年   | 聲夢2學員                              | 我超越我                                 | 不適用                   | 曲、詞         | 連同林君蓮、何晉樂、冼靖峰和楊熙共同填詞 《聲夢傳奇2》主題曲                                          |
| 2025年   | 王敏奕                                 | Castle in the Air                        | 不適用                   | 曲、詞         | 無綫電視劇集《虛擬情人》片尾曲                                                                        |

## 比賽經歷
- 分數取決於25位評判給予的燈數，即滿分為25分。

| 集數       | 播出日期      | 參賽歌曲                     | 合唱者                                         | 備註                                           |
| 第一次召集 | 2021年1月3日  | 《有一種悲傷》／A-Lin        | 林君蓮                                         |                                                |
| 1          | 2021年4月10日 | 《刻在我心底的名字》／盧廣仲 | 不適用                                         | 以16分晉級                                     |
| 4          | 2021年5月1日  | 《只是太愛你》／張敬軒       | 不適用                                         | 以紅隊隊員名義參賽，以4分落敗隊際賽並晉級      |
| 5          | 2021年5月8日  | 《眼色》／林宥嘉             | 冼靖峰                                         | 以紅隊隊員名義參賽，以18分勝出隊際賽回合並晉級 |
| 6          | 2021年5月15日 | 《拼圖》                     | 何晉樂、冼靖峰、黃奕斌、潘靜文、詹天文、姚焯菲 | 以紅隊隊員名義參賽，以23分勝出隊際賽回合並晉級 |
| 7          | 2021年5月22日 | 《單車》／陳奕迅             | 何晉樂、冼靖峰、潘靜文、姚焯菲、詹天文         | 以紅隊隊員名義參賽，以3分於隊際賽落敗後被淘汰  |

## 演出作品

### 電視劇（無綫電視）
| 首播   | 劇名              | 角色           |
| 2021年 | 青春本我          | 倪家廸（Aska） |
| 2022年 | 美麗戰場          | 區家明         |
| 2023年 | 愛·回家之開心速遞 | Steven（2085） |
| 2024年 | 反黑英雄          | 李耀政         |
| 未播映 | 非常檢控觀        | 趙子幀         |

### 綜藝節目（無綫電視）
| 首播   | 節目名                     | 備註                      |
| 2021年 | 聲夢傳奇                   | 參賽者                    |
| 2021年 | Staries聲夢定時動態        | 固定演出                  |
| 2021年 | 男神廚房                   | 參賽者                    |
| 2021年 | 男神廚房開業喇             | 參賽者                    |
| 2021年 | 福佑香港 攜手邁向2022      | 固定演出                  |
| 2022年 | 男神煮場爭霸戰             | 固定演出                  |
| 2023年 | 星光熠熠耀保良             |                           |
| 2024年 | 聲夢1+2                    | 音樂競技節目,任遊戲隊長   |
| 2024年 | 家常便飯爭霸戰             | 第6集嘉賓                 |
| 2024年 | 剪裁魔法師                 | 任模特兒                  |
| 2024年 | 不可能任務Sr.3             | 固定演出                  |
| 2025年 | 2025風生水起               | 第11集 嘉賓               |
| 2025年 | 一日打工限定               | 第13集「馬術事務助理」    |
| 2025年 | 大師兄Welcome Summer大激戰 | 第一集萬千星輝得獎隊 隊員 |

### 主持節目（無綫電視）
| 首播   | 節目名              | 備註                   |
| 2022年 | 我們的主題曲        | 第一集旁白（與潘靜文） |
| 2022年 | 聲夢傳奇2海外踢館賽 | 與潘靜文主持           |
| 2024年 | J Music             | 主持                   |

### 廣播劇
- 2024年 新城電台《愛情斷捨離》飾演 Isaac[50]
- 2025年 新城電台 《現在就愛》飾演 Eldon [51]

### MV演出
- 2025年2月18日 馬天佑 《我們什麼都不是 It’s nothing》
- 2025年5月27日 馬天佑、魏如萱 《我們什麼都不是… but we are everything》[52]

## 演唱會／音樂會

### 非個人音樂會

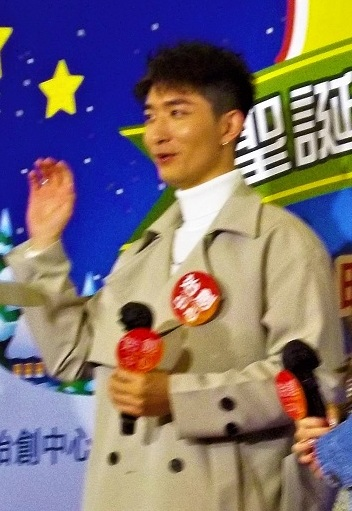
2021年12月19日，於旺角始創中心出席「聖誕POP Star挑戰賽」決賽活動

| 日期               | 演唱會名稱                                       | 場數 | 場地                                  | 主辦單位                                 | 備註                                                     |
| 2021年8月12至15日  | 聲·夢飛行 First Live On Stage                    | 4    | 旺角麥花臣場館                        | 無綫電視、星夢娛樂                       | 《聲夢傳奇》第一季畢業演唱會                             |
| 2021年11月23日     | Fubon GO x 聲夢傳奇《唱出初心》                  | 1    | 美麗華廣場宴會廳                      | 富邦銀行（香港）                         | 與何晉樂、冼靖峰合唱《浮誇》                             |
| 2022年1月1日       | 聲夢維港Party Together演唱會2022                 | 1    | 中環海濱活動空間                      | NEW TV                                   |                                                          |
| 2022年8月20日      | 中銀Let’s Chill網上音樂會                        | 1    | 網上音樂會                            | 中銀信用卡                               | 連同JW王灝兒、炎明熹、姚焯菲等參與                       |
| 2022年9月26日      | Autumn Bliss                                     | 1    | MiFaShow網上直播                      | TVB Music Group                          | 連同冼靖峰、林君蓮和何晉樂參與                           |
| 2022年10月1日      | 香港同胞慶祝中華人民共和國成立七十三周年文藝晚會 | 1    | 紅磡香港體育館                        | 香港特別行政區政府                       | 與一眾《聲夢傳奇》第一季畢業生參與（黃奕斌和林君蓮除外） |
| 2022年10月22日     | 星光熠熠耀保良                                   | 1    | 紅磡香港體育館                        | 香港保良局                               | 演唱《沒法等你》                                         |
| 2022年11月26至27日 | Chantel × Aska #LOMLive Concert                  | 2    | 麥花臣場館                            | TVB Music Group                          | 與姚焯菲參與                                             |
| 2023年11月3日      | SSC 120th & SSCPS 85th Anniversary Gala Dinner   | 1    | 香港會議展覽中心 Grand Hall           | St. Stephen’s College Alumni Association | 連同ANSONBEAN和任暟晴參與                                |
| 2023年12月21日     | 聲夢飛行WHAT WE BECOME LIVE 2023                 | 1    | 九龍灣九龍灣國際展貿中心 Star Hall    | 無綫電視、愛爆音樂                       | 《聲夢傳奇》第一季學員再次合體舉行演唱會                 |
| 2024年5月18日      | 音樂出沒 First Jump                              | 1    | 海洋公園怡慶坊                        | 星傳文化娛樂                             | 與林智樂 、潘靜文一同演出                                |
| 2025年4月25日      | 新城唱好海洋公園現在就愛音樂會                   | 1    | 海洋公園怡慶坊                        | 新城知訊台                               | 與力臻、詹天文、Michael C、Beanies一同演出               |
| 2025年5月31日      | 馬天佑「我們什麼都不是」巡迴演唱會2025           | 1    | 廣州白雲國際會議中心世紀大會堂        |                                          | 擔任嘉賓                                                 |
| 2025年7月18日      | re:imagination ep01 《PLAY》                     | 1    | 新蒲崗彩虹道212號THE BURROW 1樓PORTAL | CoverDog Studios                         | 與黎展峯一同演出                                         |
| 2025年7月25日      | 《Sunshine Nation 新一代歌唱大賽 2025》          | 1    | 加拿大本拿比 Michael J. Fox Theatre   | 加拿大中文電台                           | 擔任特別表演嘉賓                                         |

## 獎項及提名
| 年份   | 頒獎典禮                            | 獎項                     | 作品                                                                 | 結果                           |
| 2021年 | 萬千星輝頒獎典禮2021                | 最受歡迎電視歌曲         | 《造夢時學會飛行》                                                   | 與《聲夢傳奇》學員獲獎         |
| 2021年 | 萬千星輝頒獎典禮2021                | 最受歡迎電視歌曲         | 《奪金》                                                             | 與《聲夢傳奇》導師及學員獲提名 |
| 2022年 | 第七屆VIP音樂榜頒獎禮               | VIP熱播唱作新人          | 不適用                                                               | 金獎                           |
| 2022年 | 萬千星輝頒獎典禮2022                | 最受歡迎電視歌曲         | 《快啲快啲》                                                         | 提名                           |
| 2022年 | 萬千星輝頒獎典禮2022                | 最受歡迎電視歌曲         | 《別難過》                                                           | 提名                           |
| 2022年 | 萬千星輝頒獎典禮2022                | 最受歡迎電視歌曲         | 《兄弟幫》                                                           | 提名                           |
| 2022年 | 萬千星輝頒獎典禮2022                | 最受歡迎電視歌曲         | 《色彩背面》                                                         | 提名                           |
| 2022年 | 萬千星輝頒獎典禮2022                | 最受歡迎電視歌曲         | 《青春不要臉》                                                       | 提名                           |
| 2022年 | 萬千星輝頒獎典禮2022                | 最受歡迎電視歌曲         | 《沒法等你》                                                         | 提名                           |
| 2022年 | 萬千星輝頒獎典禮2022                | 最受歡迎電視歌曲         | 《聽晚見唔見到你》                                                   | 提名                           |
| 2022年 | 萬千星輝頒獎典禮2022                | 最受歡迎電視男角色       | 《青春本我》 倪家廸                                                  | 提名                           |
| 2022年 | 萬千星輝頒獎典禮2022                | 最佳男配角               | 《青春本我》 倪家廸                                                  | 提名                           |
| 2022年 | 萬千星輝頒獎典禮2022                | 飛躍進步男藝員           | 《青春本我》 《美麗戰場》 《男神煮場爭霸戰》 《聲夢傳奇2海外踢館賽》 | 最後五強                       |
| 2022年 | AEG 娛樂人氣王2022                  | 最佳合唱歌               | 《陽光空氣》                                                         | 獲獎                           |
| 2022年 | AEG 娛樂人氣王2022                  | 最佳創作新人             | 不適用                                                               | 獲獎                           |
| 2022年 | AEG 娛樂人氣王2022                  | 進步男藝人（電視劇）     | 《美麗戰場》                                                         | 獲獎                           |
| 2022年 | 最強人氣品牌大獎 2022               | 最强人氣廣告歌演繹歌星獎 | 不適用                                                               | 獲獎                           |
| 2023年 | 新城勁爆頒獎禮2023                  | 勁爆躍進歌手             | 不適用                                                               | 獲獎                           |
| 2023年 | 新城勁爆頒獎禮2023                  | 勁爆我撐歌手／組合／樂隊 | 不適用                                                               | 提名                           |
| 2023年 | 新城勁爆頒獎禮2023                  | 勁爆我撐歌曲             | 《傻瓜...不要緊》                                                    | 提名                           |
| 2023年 | 第八屆VIP音樂榜頒獎禮               | VIP飛躍進步藝人          | 不適用                                                               | 銅獎                           |
| 2024年 | 新城勁爆頒獎禮2024                  | 勁爆十大卓越歌手         | 不適用                                                               | 獲獎                           |
| 2024年 | 萬千星輝頒獎典禮2024                | 飛躍進步男藝員           | 《反黑英雄》 《聲夢1+2》 《剪裁魔法師》                              | 最後五強                       |
| 2024年 | 萬千星輝頒獎典禮2024                | 最佳男新人               | 不適用                                                               | 獲獎                           |
| 2025年 | 第四十六屆十大中文金曲頒獎音樂會    | 最佳進步獎               | 不適用                                                               | 銅獎                           |
| 2025年 | M音樂雜誌華語歌曲流行榜年度音樂大賞 | 年度歌曲十強             | 不適用                                                               | 獲獎                           |

## 外部連結
- 張馳豪的哔哩哔哩空间
- YouTube上的張馳豪頻道
- 張馳豪的SoundCloud页面
- 張馳豪的新浪微博
- 張馳豪的小紅書
- 張馳豪的抖音
- 張馳豪的Instagram帳戶
- 張馳豪的Facebook專頁
- 張馳豪的X（前Twitter）